# With Our King and Queen Through India
With Our King and Queen Through India è un documentario inglese del 1912 nel quale successivamente venne utilizzato il processo additivo del colore denominato come Kinemacolor.

## Produzione
Il film venne girato il 12 dicembre 1911 durante le celebrazioni del Delhi Durbar di Giorgio V del Regno Unito in India.

## Distribuzione
Il 2 febbraio 1912, quando il filmato venne proiettato ufficialmente, già circolavano molte altre versioni dell'evento in pellicole in bianco e nero ma la grande popolarità di questo filmato fu probabilmente data dall'innovazione introdotta del colore che contribuì a rendere ancora più realistico lo sfarzo dei costumi e degli ori della cerimonia.
Il documentario venne distribuito dalla Natural Colour Kinematograph Co.. Fu presentato in prima allo Scala Theatre di Londra in una versione di due ore e mezza dal titolo With Our King and Queen through India, con il teatro trasformato scenograficamente in modo da ricordare il Taj Mahal.
Le parti attualmente presenti del filmato sono di circa 2 ore ma si calcola che l'originale documentario fosse di oltre sei ore.